# Masatada Ishii
Masatada Ishii (石井 正忠 Ishii Masatada?,  nacido el 1 de febrero de 1967 en Ichihara, Chiba) es un exfutbolista y actual entrenador japonés. Jugaba de centrocampista y su último club fue el Avispa Fukuoka de Japón. Actualmente dirige a la selección de Tailandia.

## Carrera

### Como futbolista
Masatada Ishii se unió desde la Universidad Juntendo al NTT Kanto, que por ese entonces, en 1989, era miembro de la Japan Soccer League 2. Contó con varias oportunidades para mostrarse desde un primer momento.
En 1991, se trasladó al Sumitomo Metals, que ya había empezado a avanzar hacia el desarrollo profesional. Se convirtió en uno de los miembros fundadores del Kashima Antlers, a la vez que se hacía un jugador principal dentro de la estructura del flamante equipo. En este tiempo conseguiría alzarse con la J. League 1996 y la Supercopa de Japón, la Copa J. League y la Copa del Emperador en 1997. Finalmente, en 1998 se fue al Avispa Fukuoka y se retiró al final de la temporada.

### Como entrenador
Inmediatamente después del retiro, comenzó a trabajar en las divisiones inferiores del Kashima. Después de entrenar al equipo juvenil, se desempeñó como entrenador superior para el equipo superior durante 10 años, de 2002 a 2011, y se convirtió en entrenador general a partir de 2012.
En julio de 2015, debido al despido de Toninho Cerezo por su mal desempeño, se hizo cargo de Kashima Antlers como entrenador. Para Kashima, excepto por Takashi Sekizuka que estuvo dos veces como director técnico, se trató del segundo japonés en el cargo por primera vez en 21 años desde Masakatsu Miyamoto.
El 31 de octubre de 2015 ganó la Copa J. League. Fue su primer título en el primer año como entrenador.
El 25 de junio de 2016 obtuvo la primera etapa de la J1 League. Así, Kashima Antlers clasificaba a la fase campeonato, pero como finalizó tercero en la tabla general, tuvo que disputar la semifinal como visitante ante Kawasaki Frontale, al que derrotó por 1-0. Ya en la final, se impuso a Urawa Red Diamonds en el partido de vuelta 2-1 tras caer como local por 1-0, pero como hizo más goles de visitante que su rival, ganó el campeonato y se clasificó por primera vez para una Copa Mundial de Clubes. Allí, el club se convirtió en el primer equipo asiático en llegar a la final. En el encuentro decisivo, tras un empate 2-2 contra el Real Madrid, después de 90 minutos, fueron derrotados 4-2 en la prórroga.Por dicho motivo, Masatada Ishii fue premiado como mejor entrenador de la J. League 2016.Sin embargo, el desempeño del club fue malo en 2017, fue despedido en mayo de 2017.
En noviembre, a finales de la temporada 2017, Ishii firmó con Omiya Ardija, donde comenzó su carrera como jugador. Aunque logró 3 partidos, el club no pudo ganar los partidos y descendió a la J2 League. Siguió siendo entrenador en la temporada 2018 y aspiraba a regresar a la J1 League. Sin embargo, Ardija terminó en quinto lugar en la temporada 2018 y se perdió el ascenso a J1. Renunció al final de la temporada 2018.
El 23 de diciembre de 2019, Ishii fue nombrado entrenador del Samut Prakan City.En diciembre de 2021, dejó su cargo para asumir en el Buriram United.
En diciembre de 2023, fue oficializado como entrenador de la Selección de Tailandia.

## Trayectoria

### Como jugador
| Club                            | País  | Año                     |
| ------------------------------- | ----- | ----------------------- |
| NTT Kanto                       | Japón | 1989 - 1991             |
| Sumitomo Metals Kashima Antlers | Japón | 1991 - 1992 1992 - 1997 |
| Avispa Fukuoka                  | Japón | 1998                    |

### Como entrenador
| Club                   | País      | Año           |
| ---------------------- | --------- | ------------- |
| Kashima Antlers        | Japón     | 2015 - 2017   |
| Omiya Ardija           | Japón     | 2017 - 2018   |
| Samut Prakam City      | Tailandia | 2019-2021     |
| Buriram United         | Tailandia | 2021-2023     |
| Selección de Tailandia | Tailandia | 2023-presente |

## Palmarés

### Como jugador

#### Campeonatos nacionales
| Título             | Club            | País  | Año  |
| ------------------ | --------------- | ----- | ---- |
| J1 League          | Kashima Antlers | Japón | 1996 |
| Supercopa de Japón | Kashima Antlers | Japón | 1997 |
| Copa J. League     | Kashima Antlers | Japón | 1997 |
| Copa del Emperador | Kashima Antlers | Japón | 1997 |

### Como entrenador

#### Campeonatos nacionales
| Título             | Club            | País  | Año  |
| ------------------ | --------------- | ----- | ---- |
| Copa J. League     | Kashima Antlers | Japón | 2015 |
| J1 League          | Kashima Antlers | Japón | 2016 |
| Copa del Emperador | Kashima Antlers | Japón | 2016 |
| Supercopa de Japón | Kashima Antlers | Japón | 2017 |

#### Distinciones individuales
| Distinción                         | Año  |
| ---------------------------------- | ---- |
| Entrenador del Año de la J. League | 2016 |